# کریستینا کومیسارووا
کریستینا کومیسارووا (روسی: Кристина Олеговна Комиссарова؛ زادهٔ ۲۴ فوریهٔ ۲۰۰۱) بازیکن فوتبال اهل روسیه است.
وی همچنین در تیم ملی فوتبال زنان روسیه بازی کرده‌است.